# グレッグ・ニクソン
グレッグ・ニクソン（Greg Nixon、1981年9月12日 - ） は、アメリカ合衆国の陸上競技選手。
短距離走を専門とし、特に400mを得意とする。主に4×400mリレーの選手として活躍し、2度世界室内陸上競技選手権大会で金メダルを獲得している。
ニクソンの最初の主要大会でのメダル獲得は、2007年パンアメリカン競技大会であり、アメリカチームが銀メダルを獲得する上で貢献した。2008年の世界室内選手権では、個人で400mに出場、予選で47秒64をマークし、3位であった。4×400mリレーでは金メダルを獲得した。
2010年の世界室内選手権で、ニクソンは4×400mリレーの2個目の金メダルを勝ち取った。同年のドレイクリレーでは45秒08の自己新記録をマークして優勝、レニー・クオウを打ち破った。